# Bonningues-lès-Calais
Bonningues-lès-Calais är en kommun i departementet Pas-de-Calais i regionen Hauts-de-France i norra Frankrike. Kommunen ligger i kantonen Calais-Nord-Ouest som tillhör arrondissementet Calais. År 2022 hade Bonningues-lès-Calais 598 invånare.

## Befolkningsutveckling
Antalet invånare i kommunen Bonningues-lès-Calais
| Referens: INSEE |